# Édouard Bourret
Pour les articles homonymes, voir Bourret.
Édouard Bourret, né le 2 février 1913 à Mourmelon-le-Grand et tué par les Allemands le 16 décembre 1943 au retour d'une opération de sabotage effectuée au Creusot, est un résistant français des maquis de l'Ain et du Haut-Jura, Compagnon de la Libération. En novembre 1943, il avait participé à l'organisation du Défilé du 11 novembre 1943 à Oyonnax.
Il est enterré au Val d'Enfer à Cerdon,. 